# Institut für Volkskunstforschung
Das Institut für Volkskunstforschung war eine 1956 gegründete Abteilung innerhalb des Zentralhauses für Volkskunst, das später Zentralhaus für Kulturarbeit der DDR hieß. Aufgabe des Instituts war es, Forschung auf dem Gebiet der traditionellen Volkskunst zu betreiben und Publikationen hervorzubringen, um die Volkskunstgruppen im Sinne der sozialistischen Ideologie zu erziehen und mit dazu geeignetem Kulturgut zu versorgen.

## Geschichte
Am 1. April 1956 wurde auf Betreiben des Leiters der innerhalb des Zentralhauses für Volkskunst angesiedelten Forschungsabteilung, Paul Nedo, diese in das Institut für Volkskunstforschung umgewandelt. Offiziell eröffnet wurde die neue Institution erst am 28. September 1956. Sie hatte die Aufgabe, Forschungsergebnisse und Publikationen zur traditionellen Volkskunst vorzulegen.
Die DDR sah sich in der legitimen Nachfolge der humanistischen Denkweise der Weimarer Klassik. Außerdem war eine Besinnung auf das Kulturgut der Arbeiterklasse angeordnet. Als Ergebnis wurde eine sozialistische Nationalkultur, gebildet aus den Quellen der überlieferten Volkskultur und Arbeiterbewegung, erwartet. Mit Hilfe dieser Synthese sollte schließlich eine kollektive sozialistische Lebensweise, als Gegenentwurf der konsumorientierten westlichen „Unkultur“ erzeugt werden. Um dies zu erreichen, sollten die Volkskunstgruppen mit Material versorgt werden, neben Auftragsarbeiten auch mit Fundstücken aus der Geschichte.
Die Institutsarbeit sollte den wissenschaftlichen Nährboden für die Arbeit des Zentralhauses bilden, das wiederum „die wichtigste Vermittlungsinstitution für die kulturpolitischen Bemühungen um eine zentralistisch organisierte Laienkunstbewegung in der DDR“ darstellte. In den Jahrbüchern, die in den 1960er und 1970er Jahren erschienen, wurden erste Forschungsergebnisse und monographische Arbeiten über die Entwicklung des künstlerischen Laienschaffens seit 1945 sowie Einzelbeiträge zu theoretischen Fragen aufgenommen.
1961 wurde das Institut, das nach Auffassung der Kulturabteilung des ZK der SED bisher eher einem ethnographisch-folkloristischen Institut als einem gesellschaftswissenschaftlich-kulturpolitischen entsprach, neu strukturiert. Der für den Zustand verantwortlich gemachte Direktor Nedo wechselte daraufhin zum 1. Juli an die Karl-Marx-Universität in Leipzig, wo er bereits seit Ende 1955 „nebenamtlich“ tätig war und seit September 1959 ein Professur-Angebot vorliegen hatte, das er nun wahrnahm. Hans Marowetz trat seine Nachfolge an. Später übernahmen auch Andreas Leichsenring und Jürgen Morgenstern den Direktionsposten, am längsten bekleidete diese Position jedoch Horst Oeser.
Nachdem am 1. Mai 1975 in Magdeburg das „Zentrum Harzer Volkskunst“ aus der Taufe gehoben war, wurden bis 1977 weitere sogenannte „Zentren zur Folklorepflege im künstlerischen Volksschaffen der DDR“ gegründet. Sie bildeten zusammen mit den Bezirkskabinetten für Kulturarbeit den Unterbau des Leipziger Instituts. Es entstand ein knappes Dutzend Folklorezentren, davon einige in Thüringen, in anderen Gegenden jeweils eines, darunter die evidenten Regionen Erzgebirge/Vogtland und Sorbisches Siedlungsgebiet. Aufgrund ihrer Nähe zum Geschehen war die Aufgabenerfüllung, aber auch eine inhaltliche und organisatorische Mitwirkung, zum Beispiel bei Festen, einfacher zu bewerkstelligen.

## Hauptaufgaben
Zusammengefasst lassen sich folgende fünf Hauptaufgaben formulieren: Erstens die Beobachtung und Analyse lebendiger Traditionen auf dem Lande inklusive der Dokumentation der künstlerisch-schöpferischen Kräfte der Werktätigen sowie deren Versorgung mit Materialien. Der Materialnachschub sollte die Lenkung der Traditionen im Sinne der marxistischen Lehre hin zu einem sozialistischen Gemeinschaftswirken und Gemeinschaftserleben nicht abbrechen lassen, da sie der Festigung der sozialistischen Gesellschaftsordnung der DDR und ihrer kulturellen Identität diente. Zweitens sollten Güter und Schätze der Volkskultur, welche angeblich durch den Kapitalismus vorenthalten worden waren, aufgespürt und vermittelt werden. Drittens sollte auf Grundlage der Dokumentationen eine Ausarbeitung einer Geschichte des künstlerischen Laienschaffens und der Klubarbeit erfolgen. Zu diesem Zweck gab es eine Dokumentationsstelle, die Kunstwerke, Sekundärliteratur, Statistiken, Zirkel- und Klubmonographien sammelte. Eine heute noch bedeutende Sammlung ist das Tanzarchiv, das seit 2011 in der Universitätsbibliothek Leipzig angesiedelt ist. Die Durchführung von wissenschaftlichen Tagungen war ein weiteres Aufgabenfeld. Fünftens war die Vernetzung relevanter staatseigener Einrichtungen (das Zentralhaus und das Institut sowieso), die Koordinierung von Forschungsvorhaben und ein ausgedehnter internationaler Austausch von Erfahrungen und Publikationen angestrebt beziehungsweise sollte gewährleistet bleiben.
Folgender Gebiete nahm sich das Institut für Volkskunstforschung an: Volkstanz, Volksspiel und Volksfeste, sprachliche Überlieferungen im Volkskunstschaffen, Mundart-Gebrauch in Volksdichtung und Volksschauspiel, musikalische Volksweisen, Bräuche im Jahreslauf wie im Berufsleben. In der sogenannten „Volksarchitektur“ beschäftigte es sich mit Gebäuden des öffentlichen Lebens und Wohnhaustypen, ferner mit der Innenraumausstattung, also Möbeln und Hausrat. Weitere volkstümliche Elemente unterlagen der ethnologischen Betrachtung: Anfertigungen wie Spielzeug, Körperschmuck und anderer Zierrat, Gebrauchsgegenstände und Kunstobjekte in Holz, Metall und Glas, des Weiteren Töpferei und textile Techniken (z. B. Handklöppeln, Weben). Es wurden Forschungskollektive gebildet, z. B. für die „Erforschung der Geschichte des deutschen Laienspiels“ innerhalb des „Gebiets Volkstheater“.

## Publikationen (Auswahl)
- 1956: Alfred Fiedler, Rudolf Weinhold: Das schöne Fachwerkhaus Süd-Thüringens. Alt-Henneberg, Grabfeldgau und Werraland (= Veröffentlichung des Instituts für Volkskunstforschung beim Zentralhaus für Volkskunst). Friedrich Hofmeister Musikverlag, Leipzig.
- 1956: Herbert Clauß: Schnitzen in der Rhön. Hrsg. vom Institut für Volkskunstforschung. Friedrich Hofmeister Musikverlag, Leipzig.
- 1956: Felix Hoerburger, Jan Raupp: Deutsch-slawische Wechselbeziehungen im Volkstanz (= Kleine Beiträge zur Volkskunstforschung; 3). Friedrich Hofmeister Musikverlag, Leipzig.
- 1957: Henrik Becker: Voreltern- und Arbeitsgeschichten. Beiträge zur Volkserzählung (= Kleine Beiträge zur Volkskunstforschung; 5). Institut für Volkskunstforschung beim Zentralhaus für Volkskunst (Hrsg.). Friedrich Hofmeister Musikverlag, Leipzig.
- 1957: Hans Heinrich Leopoldi: Mecklenburgische Volkstrachten. 1. Teil. Bauerntrachten (= Veröffentlichung des Instituts für Volkskunstforschung beim Zentralhaus für Volkskunst). Friedrich Hofmeister Musikverlag, Leipzig.
- 1958: Friedrich Sieber: Aus dem Leben eines Bergsängers (= Kleine Beiträge zur Volkskunstforschung; 6). Friedrich Hofmeister Musikverlag, Leipzig.
- 1959: Seid lustig, seid fröhlich. Volkslieder aus Thüringen. Ausgewählt von Günther Kraft, herausgegeben vom Institut für Volkskunstforschung beim Zentralhaus für Volkskunst, Leipzig. Friedrich Hofmeister Musikverlag, Leipzig.
- 1961: Ludwig Hoffmann, Daniel Hoffmann-Ostwald: Deutsches Arbeitertheater 1918–1933. Eine Dokumentation. Institut für Volkskunstforschung (Hrsg.). Henschel Verlag Kunst und Gesellschaft, Berlin. (2., erweiterte und in 2 Bänden erschienene Auflage 1972, 3. Auflage 1977.)
- 1963: Auf der Roten Rampe. Erlebnisberichte und Texte aus der Arbeit der Agitpropgruppen vor 1933. Im Auftrag des Instituts für Volkskunstforschung, Leipzig, herausgegeben von Daniel Hoffmann-Ostwald. Henschel Verlag Kunst und Gesellschaft, Berlin.
- 1964: Jürgen Teller: Marx und Engels über die Volkskunst. Institut Kulturarbeit der Gewerkschaften an der Hochschule der deutschen Gewerkschaften „Fritz Heckert“, Leipzig, Institut für Volkskunstforschung beim Zentralhaus für Kulturarbeit, Leipzig.
- 1966: Institut für Volkskunstforschung beim Zentralhaus für Kulturarbeit Leipzig (Hrsg.): Probleme des geistig-kulturellen Lebens auf dem Dorfe (= Jahrbuch 1965). [Eigenverlag des Zentralhauses für Kulturarbeit, Leipzig.]
- 1966: Das Massenlied. Studien zu seiner Entwicklung und Bedeutung in der Deutschen Demokratischen Republik. Teil 1: Seine historische und gesellschaftliche Funktion. [Eigenverlag des Zentralhauses für Kulturarbeit, Leipzig.]
- 1967: Das Massenlied. Studien zu seiner Entwicklung und Bedeutung in der Deutschen Demokratischen Republik. Teil 2: Die musikalischen Strukturanalysen. [Eigenverlag des Zentralhauses für Kulturarbeit, Leipzig.]
- 1967: Eva Lehmann: Verse und Musik zum Liedschaffen der Laienautoren. Institut für Volkskunstforschung des Zentralhauses für Kulturarbeit Leipzig (Hrsg.). [Eigenverlag des Zentralhauses für Kulturarbeit, Leipzig.]
- 1968: Kurt Petermann: Gesellige Tänze und Tanzspiele. Tanzbeschreibungen. Institut für Volkskunstforschung des Zentralhauses für Kulturarbeit Leipzig (Hrsg.). [Eigenverlag des Zentralhauses für Kulturarbeit, Leipzig.]
- 1979: Zur Geschichte des künstlerischen Volksschaffens in der Deutschen Demokratischen Republik. Ein Arbeitsmaterial. Institut für Volkskunstforschung beim Zentralhaus für Kulturarbeit der Deutschen Demokratischen Republik (Hrsg.). [Eigenverlag des Zentralhauses für Kulturarbeit, Leipzig.]
- 1981: Aufsätze zur Folklorepflege. Zentralhaus für Kulturarbeit der DDR, Institut für Volkskunstforschung (Hrsg.). [Eigenverlag des Zentralhauses für Kulturarbeit, Leipzig.]
- 1982: Bräuche und Gegenwart. Aus der Arbeit des Sorbischen Folklorezentrums. Arbeitsmaterial. Zentralhaus für Kulturarbeit der DDR, Institut für Volkskunstforschung (Hrsg.). Zentralhaus-Publikation, Leipzig.
- 1987: Folkloristische Überlieferungen und Volksfeste heute. Hrsg. vom Institut für Volkskunstforschung beim Zentralhaus für Kulturarbeit der DDR. Zentralhaus-Publikation, Leipzig.
- 1987: Sitte und Brauch. Beiträge zur Folklorepflege im künstlerischen Volksschaffen (= Wissenschaftliche Beiträge. Heft 16). Hrsg. vom Institut für Volkskunstforschung beim Zentralhaus für Kulturarbeit der DDR, zusammengestellt und bearbeitet von Rosemarie Zimmermann. Zentralhaus-Publikation, Leipzig. (Zuerst als Manuskriptdruck, 1982.)
- 1988:  Empfehlungen zur Dokumentation und Aufarbeitung der Geschichte von Volkskunstkollektiven, Klubs und Kulturhäusern. Zentralhaus für Kulturarbeit der DDR, Institut für Volkskunstforschung (Hrsg.). Zentralhaus-Publikation, Leipzig.
- 1989:  Beiträge zur Strategie des künstlerischen Volksschaffens für die neunziger Jahre. Hrsg. vom Institut für Volkskunstforschung beim Zentralhaus für Kulturarbeit der DDR. Zentralhaus-Publikation, Leipzig.
- 1989: Geschichte des künstlerischen Volksschaffens. Zauberkunst (= Arbeitshefte des Instituts für Volkskunstforschung beim Zentralhaus für Kulturarbeit der DDR). Institut für Volkskunstforschung (Hrsg.). [Zentralhaus für Kulturarbeit der DDR. Zentralhaus-Publikation, Leipzig.]